# Spencer Grammer
Spencer Karen Grammer, mais conhecida como Spencer Grammer (Los Angeles, Califórnia, 9 de Outubro de 1983), é uma atriz americana mais conhecida por sua participação na série Greek, no papel da personagem Casey Cartwright, e pela sua participação na soap opera As the World Turns, no papel da personagem Doutora Lucy Montgomery. Ela é filha do também ator Kelsey Grammer.

## Filmografia

### Trabalhos na TV
| Ano  | Título                            | Papel                   |
| ---- | --------------------------------- | ----------------------- |
| 1992 | Cheers                            | Garotinha               |
| 2004 | Clubhouse                         | Sheila                  |
| 2005 | Jonny Zero                        | Dora                    |
| 2005 | Third Watch                       | Kimmie Haynes           |
| 2006 | Law & Order: Special Victims Unit | Katie                   |
| 2006 | The Beford Diaries                | Colega de classe de Lee |
| 2006 | Six Degrees                       | Babá                    |
| 2006 | As the World Turns                | Doutora Lucy Montgomery |
| 2007 | Greek                             | Casey Cartwright        |

### Trabalhos no cinema
| Ano  | Título                      | Papel     |
| ---- | --------------------------- | --------- |
| 2000 | Sweetie Pie                 | -         |
| 2006 | The Path of Most Resistance | Prudence  |
| 2007 | Descent                     | Stephanie |